# Gestreepte pijlgifkikker
De gestreepte pijlgifkikker (Phyllobates vittatus) is een kikker uit de familie van de pijlgifkikkers (Dendrobatidae). De soort werd voor het eerst wetenschappelijk beschreven door Edward Drinker Cope in 1893. Oorspronkelijk werd de wetenschappelijke naam Dendrobates tinctorius vittatus gebruikt.

## Uiterlijke kenmerken
De mannetjes van deze pijlgifkikker worden maximaal 26 millimeter groot. Het vrouwtje haalt een maximale afmeting van 31 millimeter. De rug en de flanken van het kikkertje zijn zwart met daartussen een brede roodoranje of oranje streep vanaf de onderrug tot over het hoofd, boven de ogen naar de punt van de neus. Vanaf het oog loopt via de wang tot de voorpoten een lichter gekleurde oranje streep. Ook de borst van het kikkertje is zwart. De voorpoten, achterpoten en buik zijn groen-zwart gevlekt. Zoals bij vrijwel alle kikkers zijn de achterpoten groter dan de voorpoten. De huid van de gestreepte pijlgifkikker bevat een zeer krachtige neurotoxisch alkaloid gif, dat kan leiden tot ernstige pijn, convulsies en paralyse. Het gif neemt deze kikker op uit zijn prooidieren zoals insecten en andere ongewervelden.

## Leefomgeving
De gestreepte pijlgifkikker is endemisch in Costa Rica, wat betekent dat de soort alleen in dit land voorkomt. Deze gifkikker leeft in de Pacifische laaglandregenwouden tot 550 meter hoogte van het district Golfo Dulce in het zuidwesten van Costa Rica, waaronder Parque Nacional Corcovado. De soort is bovendien bekend uit Dominical in de Provincia de Puntarenas en komt vermoedelijk ook in het zuidwesten van Panama voor. De gestreepte pijlgifkikker lijkt qua uiterlijk erg veel op de iets kleinere Phyllobates lugubris, die voorkomt aan de Caribische kust op de grens van Costa Rica en Panama.
De gestreepte pijlgifkikker houdt zich voornamelijk op in het bladafval van de bomen en struiken. Zodra het kikkertje wordt benaderd verschuilt het dier zich nabije holen en spleetjes. De soort wordt bedreigd door habitatverlies, vangst voor de huisdierhandel en watervervuiling ten gevolge van mijnbouw.

## Gedrag
De gestreepte pijlgifkikker is zeer territoriaal. Mocht een indringer zich in zijn territorium ophouden dan waarschuwt hij de indringer eerst vocaal. Meestal komt het op een vechtpartij uit waarbij de kikkertjes duwen, trekken en slaan. De diertjes zijn het meest actief gedurende de vroege ochtend of late middag. Op deze momenten laten ze zich vaak horen. Ze produceren een hoog vibrerend geluid dat gemiddeld 5 seconden aanhoudt.

## Voortplanting
In tegenstelling tot de meeste kikkers klampt het mannetje zich niet vast aan het vrouwtje maar zitten het mannetje en vrouwtje met hun achterkant tegen elkaar. Het vrouwtje legt vervolgens tussen de 10 tot 25 eieren. De eieren worden o.a. gelegd in inkepingen in bladeren en veilige holletjes. Nadat het vrouwtje de eieren heeft afgezet worden ze bevrucht door het mannetje. Nadat het vrouwtje de eieren heeft gelegd verlaat ze het gebied en blijft het mannetje alleen achter om de eieren te bewaken.
De eitjes komen uit na ongeveer 18 dagen. Het mannetje draagt alle kikkervisjes naar een klein plasje of poeltje in de buurt. Per keer neemt het mannetje tussen de 4 tot 6 kikkervisjes mee. Na ongeveer twee maanden transformeren ze uiteindelijk naar kleine kikkertjes. Tot die tijd voeden de kikkervisjes zich onder andere met in het water rottende plantenresten.